# Sexualidad

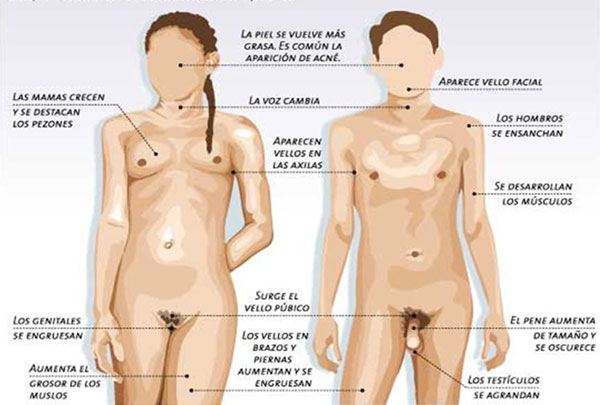
Partes del cuerpo humano que cambian en la pubertad de la mujer y el hombre.

La sexualidad es el conjunto de condiciones que caracterizan el sexo de cada persona. Desde el punto de vista histórico cultural, es el conjunto de fenómenos emocionales, de conducta y de prácticas asociadas a la búsqueda de emoción sexual, que marcan de manera decisiva al ser humano en todas y cada una de las fases determinantes de su desarrollo.
Durante siglos se consideró que la sexualidad en los animales, al ser humano, era de tipo instintiva. En esta convicción se basaron las teorías para fijar las formas no naturales de la sexualidad, entre las que se incluían todas aquellas prácticas no dirigidas a la procreación.[cita requerida]
Sin embargo, hoy se sabe que algunos mamíferos muy desarrollados, como los delfines o algunos pingüinos, presentan un comportamiento sexual diferenciado, que incluye, además de homosexualidad (observada en 450 especies de animales), variantes de la masturbación.

## Sexualidad animal
Una vez que se tiene establecido el sexo y estudiado el comportamiento sexual en diferentes especies, se han observado comportamientos entre iguales de una especia, a los que se les ha denominado, no sin controversia, homosexualidad animal. . Las preferencias y motivaciones de los animales siempre son inferidas a partir de su comportamiento, por lo que el comportamiento sexual de carácter homosexual ha recibido una serie de nombres distintos a lo largo de los años. 
Este comportamiento, al parecer, sirve para reforzar las alianzas y lazos sociales dentro del grupo. Otros dudan de la teoría de la organización social, indicando que los pingüinos homosexuales, que se unen en pareja de por vida, rechazan copular con hembras cuando se les da la oportunidad. 

## Sexualidad humana
La sexualidad humana puede definirse como las diferentes maneras en las que experimentamos y expresamos nuestra sexualidad, o como lo hacemos como seres sexuales.
La sexualidad es un aspecto central en la vida de las personas. Durante muchos siglos se la consideró exclusivamente desde el paradigma biologicista, reduciéndose a la genitalidad y estandarizando binomios entre formas naturales y no naturales de la sexualidad (entre las que se incluían todas aquellas prácticas no dirigidas a la procreación).
Sin embargo, desde el paradigma de la integralidad, la sexualidad no solo abarca a la genitalidad sino también a las identidades, los roles de género, el erotismo, el placer, la intimidad, la reproducción y la orientación sexo-afectiva.
De acuerdo con la Organización Mundial de la Salud, la sexualidad es un aspecto central del ser humano que está presente a lo largo de su vida. Abarca el sexo, las identidades y los roles de género, la orientación sexual, el erotismo, el placer, la intimidad y la reproducción. Se siente y se expresa a través de pensamientos, fantasías, deseos, creencias, actitudes, valores, comportamientos, prácticas, roles y relaciones. Si bien la sexualidad puede incluir todas estas dimensiones, no todas ellas se experimentan o expresan siempre. La sexualidad está influida por la interacción de factores biológicos, psicológicos, sociales, económicos, políticos, culturales, éticos, legales, históricos, religiosos y espirituales.
Por ser seres sociales, las personas construimos nuestra sexualidad con otras personas, por lo que nuestra corporalidad trasciende a la dimensión biológica.[cita requerida] Nuestros cuerpos están atravesados por la cultura y en ese sentido, es necesario para hablar de sexualidad considerar distintas categorías como el sexo, el género, los roles de género, los estereotipos de género, la identidad de género y la orientación sexo-afectiva.[cita requerida]
La característica del sexo desarrollado, comprende el grado en que se experimenta la pertenencia a una de las categorías dimórficas (femenino o masculino). Es de suma importancia en la construcción de la identidad, parte de la estructura sexual, basado en el sexo, incluye todas las construcciones mentales y conductuales de ser hombre o mujer.[cita requerida] Hay que tener en cuenta que es muy importante que sepamos cuales son nuestras actitudes más personales e íntimas hacia la sexualidad, ya que la persona humana se realiza en su sexualidad.
Uno de los productos de la interacción de estos holones es la orientación sexual. En efecto, cuando interactúan el erotismo (la capacidad de sentir deseo, excitación, orgasmo y placer), la vinculación afectiva (la capacidad de sentir, amar o enamorarse) y el género (lo que nos hace hombres o mujeres, masculinos o femeninos) obtenemos alguna de las orientaciones sexuales a saber: la bisexualidad, la heterosexualidad y la homosexualidad.
La definición de trabajo propuesta por la Organización Mundial de la Salud orienta también la necesidad de atender y educar la sexualidad humana. Para esto es de suma importancia, reconocer los derechos sexuales (WAS, OPS,2000):
- El derecho a la libertad sexual.

- El derecho a la autonomía, integridad y seguridad sexuales del cuerpo.

- El derecho a la privacidad sexual.

- El derecho a la libre asociación sexual.

- El derecho a la toma de decisiones reproductivas, libres y responsables y con cuidados.

En la medida que estos derechos sean reconocidos, ejercidos o respetados, llegarán a existir sociedades más sanas en el sentido sexual.[cita requerida]
Es importante notar que la sexualidad se desarrolla y se expresa de diferentes maneras a lo largo de la vida de forma que la sexualidad de un infante no será la misma que la de un adolescente o un adulto.[cita requerida] Cada etapa de la vida necesita conocimientos y experiencias específicos para su óptimo desarrollo. En este sentido, para los niños es importante conocer su cuerpo, sus propias sensaciones y aprender a cuidarlo. Un niño o una niña que puede nombrar las partes de su cuerpo (incluyendo el pene, el escroto o la vulva) y que ha aceptado que es parte de él, es más capaz de cuidarlo y defenderlo.[cita requerida] También es importante para ellos conocer las diferencias y aprender que tanto los niños como las niñas son valiosos y pueden realizar actividades similares.[cita requerida] En esta etapa aprenden a amar a sus figuras importantes primero (los padres, los hermanos) y a las personas que los rodean, pueden tener sus primeros enamoramientos infantiles (que son diferentes de los enamoramientos de los adolescentes) y también viven las primeras separaciones o pérdidas, aprenden a manejar el dolor ante estas.[cita requerida] En cuanto a la reproductividad, empiezan a aprender a cuidar de los más pequeños (pueden empezar con muñecos o mascotas) y van desarrollando su capacidad reproductiva. También tienen grandes dudas sobre su origen, generalmente las dudas que tienen con respecto a la relación sexual necesitan la aclaración del sentido amoroso y del deseo de tenerlo que tuvieron sus padres. Les resulta interesante el embarazo y el nacimiento en un sentido de conocer su propio origen.[cita requerida] Sobre todo será importante indagar la pregunta y responderla al nivel de conocimiento de acuerdo a la edad del menor.
La sexualidad adulta contiene los cuatro elementos en una interacción constante. Por ejemplo, si una mujer se siente satisfecha y orgullosa de ser mujer, es probable que se sienta más libre de sentir placer y de buscarlo ella misma.[cita requerida] Esto genera un ambiente de cercanía afectiva y sexual con la pareja y un clima de mayor confianza que a su vez repercute en las actividades personales o familiares que expresan la reproductividad. En realidad podríamos empezar por cualquiera de las características en estas repercusiones positivas o también negativas.
Cada una de las características presentará problemas muy específicos. Así, encontramos en el sexo, los problemas de homofobia, violencia contra la mujer, desigualdad sexual, etcétera. En la vinculación afectiva se encuentran las relaciones de amor/odio, la violencia en la pareja, los celos, el control de la pareja. El erotismo presentará problemas tales como disfunciones sexuales o las infecciones de transmisión sexual. En cuanto la reproductividad se observan trastornos en la fertilidad o, más tarde, violencia y maltrato infantil, abandono de los hijos, etc.[cita requerida]
Al igual que muchos animales, los seres humanos utilizan la excitación sexual con fines reproductivos y para el mantenimiento de vínculos sociales, pero le agregan el goce y el placer propio y el del otro.[cita requerida] El sexo también desarrolla facetas profundas de la afectividad y la conciencia de la personalidad. En relación con esto, muchas culturas dan un sentido religioso o espiritual al acto sexual (Véase Taoísmo, Tantra), así como ven en ello un método para mejorar (o perder) la salud.
La complejidad de los comportamientos sexuales de los humanos es producto de su cultura, su inteligencia y de sus complejas sociedades, y no están gobernados enteramente por los instintos, como ocurre en casi todos los animales.[cita requerida] Sin embargo, el motor base de gran parte del comportamiento sexual humano siguen siendo los impulsos biológicos, aunque su forma y expresión dependen de la cultura y de elecciones personales; esto da lugar a una gama muy compleja de comportamientos sexuales. En muchas culturas, la mujer lleva el peso de la preservación de la especie. [cita requerida]
Desde el punto de vista psicológico, la sexualidad es la manera de vivir la propia situación. Es un concepto amplio que abarca todo lo relacionado con la realidad sexual. Cada persona tiene su propio modo de vivir el hecho de ser mujer u hombre, su propia manera de situarse en el mundo, mostrándose tal y como es. La sexualidad incluye la identidad sexual y de género que constituyen la conciencia de ser una persona sexuada, con el significado que cada persona dé a este hecho.[cita requerida]
La diversidad sexual nos indica que existen muchos modos de ser mujer u hombre, más allá de los rígidos estereotipos, siendo el resultado de la propia biografía, que se desarrolla en un contexto sociocultural.[cita requerida] Hoy en día se utilizan las siglas GLTB (o LGBT) para designar al colectivo de gais, lesbianas, transexuales y bisexuales.[cita requerida]
La sexualidad se manifiesta también a través del deseo erótico que genera la búsqueda de placer erótico a través de las relaciones sexuales, es decir, comportamientos sexuales tanto autoeróticos (masturbación), como heteroeróticos (dirigidos hacia otras personas, estos a su vez pueden ser heterosexuales u homosexuales). El deseo erótico (o libido) que es una emoción compleja, es la fuente motivacional de los comportamientos sexuales.[cita requerida] El concepto de sexualidad, por tanto, no se refiere exclusivamente a las “relaciones sexuales”, sino que estas son tan solo una parte de aquel objetivo.
Se desarrolla de forma lenta, y a una edad llegada justa, con técnicas generalmente nuevas.